# Громадянська війна в Ефіопії
46°29′08″ пн. ш. 133°50′40″ сх. д. / 46.48556° пн. ш. 133.84444° сх. д.
Громадянська війна в Ефіопії в Ефіопії почалася 12 вересня 1974 року, після того як Тимчасова військово-адміністративна рада (ТВАР) влаштувала державний переворот і усунула імператора Хайле Селассіє I. Війна тривала до травня 1991 року, коли Революційно-демократичний фронт ефіопських народів (РДФЕН) та інші збройні угруповання скинули уряд Менгісту Хайле Маріама. Примітно, що під час війни і центральний уряд, і деякі повстанські рухи (в основному сепаратистські й автономістських) проголошували комуністичну і марксистську орієнтацію.

## Хід збройних дій

### 1974—1980
Сепаратистські і повстанські рухи існували в різних регіонах Ефіопії ще при монархічному режимі. Більше того, після повалення останнього з'явилися можливості до мирних переговорів, які здійснював перший голова Тимчасового військової-адміністративної ради генерал-лейтенант Аман Андом. Він досяг перемир'я в бойових діях після візитів в Еритрею і переговорів з сепаратистами 25 серпня і 6 вересня 1974 року народження, проте 17 листопада 1974 року його було скинуто Менгісту Хайле Маріама, і війна розгорілася з новою силою.
Після 1974 повстанці з'являлися в різних частинах Ефіопії, найсильніші угрупування були зосереджені в Еритреї і Тиграї. Консерватори і монархісти на чолі з ріпаком Мангашей Сейюмом вже в 1974 створили озброєну антикомуністичну організацію Ефіопський демократичний союз. До 1975 НФЗЕ налічував більш ніж 10000 повстанців. Спроби влади Ефіопії вибити повстанців з Еритреї робилися не раз, однак до середини 1978 року повстанські угруповання контролювали вже не тільки села, а й великі міста, таких як Керен і Мітсіва. Незважаючи на великі поставки зброї з країн Східного блоку, ВВАС не вдалося придушити повстання в Еритреї.
У 1976 році в рядах еритрейських повстанців стався розкол: утворився Фронт визволення Еритреї, який вів боротьбу як проти Ефіопії, так і проти іншої повстанського угрупування — НФЗЕ.
Хоча і є деякі розбіжності, більшість військових спостерігачів вважають, що Куба відмовилася від участі у військовій операції в Еритреї, тому що Фідель Кастро вважав еритрейський конфлікт внутрішньою справою Ефіопії. Проте, кубинські війська продовжували перебувати в Огадене, що дозволило Менгісту Маріам перекинути війська на півночі Ефіопії.
До кінця 1976 повстанці діяли вже у всіх 14 адміністративних регіонах країни. На додаток до еритрейських повстанців, утворився Народний фронт звільнення Тиграя (НФВТ) в 1975 році, який вимагав соціальної справедливості і самовизначення для всіх ефіопів. У південних регіонах діяли: Фронт Визволення Оромо і ФНОО.
На початку 1978 ефіопська армія перейшла в контрнаступ і вибила сомалійську армію з Огадена, після чого Менгісту кинув всі сили проти еритрейців. У травні він направив в цей регіон 20 тисяч солдатів і наказав захопити столицю провінції — Асмар. До листопада упав головний гарнізон повсталих, місто Керен, але йому так і не вдалося покінчити з останніми раз і назавжди. Тоді Менгісту Хайле Маріам почав жорстоку війну проти руху за незалежність Еритреї, відмовляючись вести переговори з її жителями на тій підставі, що будь-яка поступка їм могла призвести до розчленовування Ефіопії. За деякими даними, тільки в 1978—1980 роках загинуло 80 000 еритрейців.
Незважаючи на приплив військової допомоги з боку Радянського Союзу і його союзників, перемогти еритрейських повстанців не вдавалося. Після первинних успіхів уряду Ефіопії в відвойовуванні території, великих міст і деяких з основних доріг в 1978 і 1979 роках, конфлікт пішов на спад. Повстанці Еритреї та Тиграй співпрацювали між собою, НФЗЕ активно підтримувало зброєю і матеріальною допомогою повстанців Тиграй, що допомогло створити з НФВТ повноцінну бойову силу.
Громадянська війна торкнулася не тільки околиці Ефіопії з сепаратистськими тенденціями, але велася і безпосередньо в її політичному центрі. Після революції особливу активність проявляли дві партії: Ефіопська народно-революційна партія (ЕНРП; лідери — Берханемескель Реда, Тесфайе Дебессайе) і Соціалістична Всеефіопское рух (СВЕД). Обидві партії були марксистської орієнтації, і при тактичних розбіжностях ключова різниця між ними полягала в тому, що ЕНРП представляла народність Амхара, а СВЕД — оромо. З 1975 року між ними відбувалися постійні збройні сутички, причому СВЕД підтримувала Менгісту, ЕНРП ж звинувачувала його в зраді революції і, урешті-решт, перейшла до терору проти функціонерів режиму, після чого диктатор наказав знищити ЕНРП.

### 1980—1991

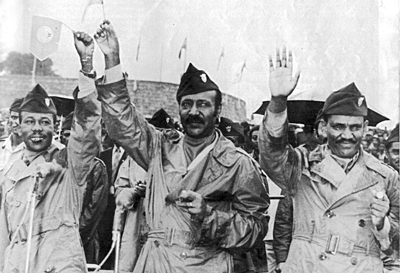
Високопоставлені члени Дергу, Менгісту Хайле Маріам, Тефері Банті і Атнафу Абате

До початку 1980-х років економіка Ефіопії розвалилася, населення страждало від нестачі продовольства, через голод загинуло близько одного мільйона осіб. Сотні тисяч людей були вбиті в результаті «червоного терору», насильницької депортації, або були заморені голодом за прямою вказівкою Менгісту Хайле Маріама.
Війна досягла найбільшої інтенсивності в першій половині 1980-х років, коли ефіопська армія зробила чергові великі наступальні операції в провінції. ВВАС продовжував намагатися покласти край повстанню, використовуючи військову силу. Ефіопська армія почала масштабний наступ на НФЗЕ — в лютому 1982 року Менгісту особисто очолив військову операцію проти еритрейських повстанців під кодовою назвою «Червона зірка», однак вона провалилася. Знищити сепаратистів не вдавалося, війна перейшла в позиційну фазу, а з 1988 року прийняла вкрай несприятливий для Ефіопії характер — НФЗЕ захопив Афабет і його околиці, а потім і штаб ефіопської армії в північно-східній Еритреї, змусивши ефіопську армію вийти зі своїх гарнізонів в західних низинах Еритреї. Потім бійці НФЗЕ перемістилися в район Керен, другого за величиною міста Еритреї. У 1989 році НФЗЕ контролював уже майже всю бунтівну провінцію Еритрею.
В умовах важкої економічної кризи і поразок урядових сил на околицях країни противники режиму в центральних районах також активізували військові дії. У 1988 році Народний фронт звільнення Тиграй і ряд інших сил збройної опозиції створили Революційно-демократичний фронт ефіопських народів, який проголошує своєю ідеологією марксизм-ленінізм і ведучий непримиренну боротьбу проти уряду Менгісту Хайле Маріама. До 1991 року урядові війська утримували лише ряд великих міст, Аддіс-Абеби і її околиці. Вже тоді серед армійських сил намітився розкол. У травні 1989 року група офіцерів зробила невдалу спробу військового перевороту, що закінчився стратою 12 учасників змови. Незважаючи на тривалу жорстку політику, Менгісту Хайле Маріам втратив контроль над більшою частиною країни.

## Наслідки
Уряд Менгісту було остаточно повалено в 1991 році, після того як РДФЕН захопив столицю Ефіопії — Аддіс-Абеби. Був ризик, що Менгісту буде боротися за столицю до кінця, але сталося дипломатичне втручання з боку Сполучених Штатів, і Менгісту Маріам втік з країни в Зімбабве, де він живе по теперішній час. РДФЕН негайно розпустив Робочу партію Ефіопії і заарештував майже всіх видатних чиновників ТВАР. Тим часом НФЗЕ захопив повний контроль над Еритреєю і 3 травня 1993 року їхня незалежність була офіційно визнана, внаслідок цього Ефіопія втратила вихід до моря. У грудні 2006 року 73 посадових особи ТВАР були визнані винними в геноциді власного населення. Тридцять чотири людини з них постали в суді, 14 людей померли в тюрмі, 25 осіб покинули країну і були засуджені заочно.

## Цікаві факти
За 31 рік Громадянської війни загинуло понад 250 000 осіб.
З 2008 року збройну боротьбу проти уряду РДФЕН повела організація Ginbot 7 на чолі з учасником громадянської війни колишнім активістом ЕНРП Берхану Розкішшю і Андаргачью Тсіджем